# マティログ
マティログ(1978年4月23日 - )は、ローカルタレント・シンガーソングライター。本名:北嶋  友暁（きたしまともあき）。

## 経歴
秋田県秋田市出身。1997年秋田高校卒業、2003年埼玉大学理学部物理学科中退。1997年4月から約10年間埼玉県でイベント企画、音楽・ライブ活動、司会業などを行う。2007年10月より出身地秋田市に戻り、地域に根差した活動を行っている。現在は、秋田放送「ごくじょうラジオ」(木・金曜)、「タマリバ」(日曜)の進行、秋田県広報番組「あきたびじょんプラスプラス」のナビゲーターも務める。シンガーソングライターとしても勢力的に活動を行っており、様々なジャンルのイベント進行もこなす。CMや番組のナレーションを担当することも多い。最近ではイベントの演出や総合プロデュース等にも携わっている。2016年7月第一子となる男児が誕生。

## 出演

### テレビ
- あきたびじょんプラスプラス(秋田県政番組)
- まこ社長のマイホームよろず話 TV版(秋田放送)

### ラジオ
- まちなかSESSION エキマイク(2019年4月 - 2022年9月）
- ごくじょうラジオ(秋田放送:木･金曜:13:00～15:54  木曜は関向良子、金曜は幸坂理加と進行。2011年10月 - 2019年3月)
- タマリバ(秋田放送:日曜22:00～23:00  藤田友明と進行)
- 午後スタ(エフエム椿台)